# Mala Pisanica
Mala Pisanica je naselje u Republici Hrvatskoj, u sastavu općine Veliki Grđevac, Bjelovarsko-bilogorska županija.

## Stanovništvo
Prema popisu stanovništva iz 2001. godine, naselje je imalo 222 stanovnika te 75 obiteljskih kućanstava.
| broj stanovnika | 246   | 264   | 265   | 389   | 496   | 495   | 481   | 472   | 485   | 496   | 440   | 352   | 272   | 248   | 222   | 192   | 142   |
|                 | 1857. | 1869. | 1880. | 1890. | 1900. | 1910. | 1921. | 1931. | 1948. | 1953. | 1961. | 1971. | 1981. | 1991. | 2001. | 2011. | 2021. |

## Poznate osobe
- Franjo Kern - mještanin, koji se iselio u SAD i donirao novce za selo, školu i bolnicu u Bjelovaru. Područna škola u Maloj Pisanici u znak zahvalnosti podigla je spomen-ploču Franji Kernu 1967. godine, koja se i danas nalazi na fasadi škole.[6]

## Udruge i društva
- DVD Mala Pisanica

U Maloj Pisanici nalazi se najveća plantaža malina u Hrvatskoj na površini od 7 hektara.